# Polymixis zagrobia
Polymixis zagrobia är en fjärilsart som beskrevs av Edward P. Wiltshire 1941. Polymixis zagrobia ingår i släktet Polymixis och familjen nattflyn. Inga underarter finns listade i Catalogue of Life.